# Pseudeuphausia
Pseudeuphausia is een geslacht van kreeftachtigen uit de familie van de Euphausiidae.

## Soorten
- Pseudeuphausia latifrons (Sars G.O., 1883)
- Pseudeuphausia sinica Wang & Chen, 1963